# Rock Island (Illinois)
Rock Island é uma cidade localizada no estado americano de Illinois, no Condado de Rock Island. A cidade foi fundada em 1851.

## Demografia
Segundo o censo americano de 2000, a sua população era de 39.684 habitantes.
Em 2006, foi estimada uma população de 38.442, um decréscimo de 1242 (-3.1%).

## Geografia
De acordo com o United States Census Bureau tem uma área de
44,4 km², dos quais 41,2 km² cobertos por terra e 3,2 km² cobertos por água.

## Localidades na vizinhança
O diagrama seguinte representa as localidades num raio de 12 km ao redor de Rock Island.